# Општина Мавродин (Телеорман)
Мавродин (рум. Mavrodin) општина је у Румунији у округу Телеорман.
Oпштина се налази на надморској висини од 58 m.